# Uppenbarelsekyrkan (Saltsjöbaden)

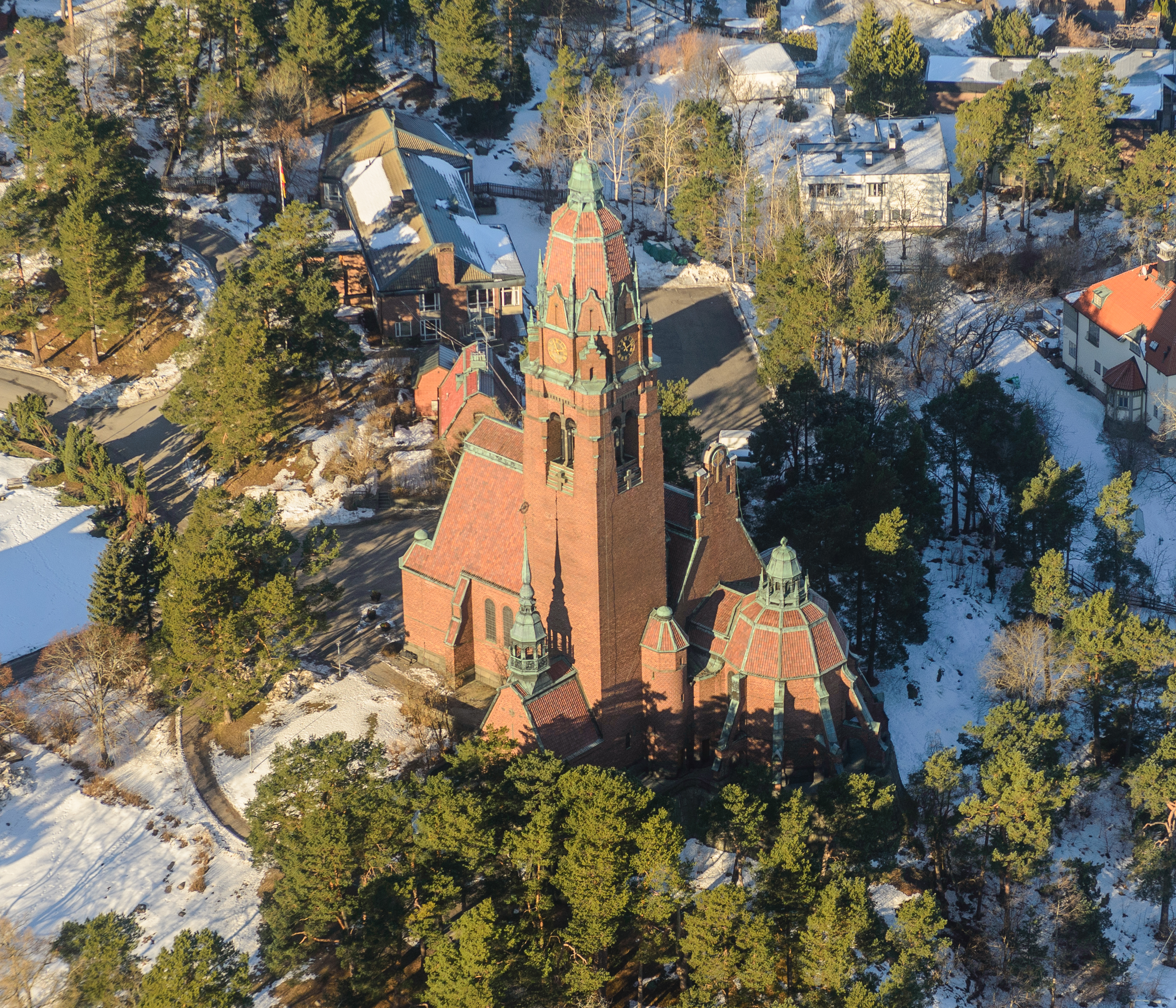
Uppenbarelsekyrkan Saltsjöbaden

Die Uppenbarelsekyrkan (deutsch: Offenbarungskirche) ist eine evangelisch-lutherische    
Kirche in Saltsjöbaden in der Gemeinde Nacka. Die Uppenbarelsekyrkan ist eines von zwei Kirchengebäuden, die zur Gemeinde Saltsjöbadens in der Stockholmer Diözese gehören; die andere ist die Skogsö Kapell.
Die Uppenbarelsekyrkan wurde 1910–1913 nach Plänen von Ferdinand Boberg erbaut und am 18. Mai 1913 eingeweiht. Sowohl die Fassade als auch das Strebewerk wurden aus rotem Helsingborger Backstein errichtet. Die künstlerische Gestaltung wurde von Olle Hjortzberg und Carl Milles vorgenommen. Stilistisch ist das Gebäude eine ungewöhnliche Kombination aus Nationalromantik und Jugendstil, fast vergleichbar mit der Engelbrektskyrkan, die im folgenden Jahr fertig gestellt wurde.
Die Kirche war eine Schenkung des Bankiers Knut Agathon Wallenberg und Alice Wallenberg an Saltsjöbaden. Die Eheleute sind in einer Gruft in der Kirche begraben, die keinen Friedhof in der Nähe hat.

## Geschichte
Die Kirche der Offenbarung wurde von Knut Agathon und Alice Wallenberg in Auftrag gegeben. Die Kirche wurde am 18. Mai 1913 mit großem Pomp eingeweiht und am darauffolgenden Tag, dem 60. Geburtstag von K. A. Wallenberg, der Gemeinde Saltsjöbaden als Geschenk überreicht. Heute ist die Uppenbarelsekyrkan eines der bedeutendsten kirchlichen Denkmäler des Landes aus der Zeit des Jugendstils. Erzbischof Nathan Söderblom formulierte das religiöse Ideenprogramm für die künstlerische Ausstattung der Kirche, und Johnny Roosval, Dozent für Kunstgeschichte, fungierte als kulturhistorischer Berater. Zu dieser Zeit erwachte das Interesse an der älteren kirchlichen Kunst, insbesondere der mittelalterlichen, und an der Notwendigkeit, sich mit ihr wieder zu befassen. Darüber hinaus bedeutete der Jugendstil, dass der Architekt als Schöpfer eines Gesamtkunstwerks arbeiten und künstlerisch gestaltete Umgebungen schaffen sollte.
Zusammen mit Ferdinand Boberg entwarf Carl Milles viele Teile der ortsfesten oder mobilen Ausstattung, und Carl Milles selbst entwarf auch viele Einrichtungsgegenstände. An den Wänden und Decken schuf Olle Hjortzberg die figurativen Gemälde, während Filip Månsson und Oscar Brandtberg die dekorativen Wand- und Deckengemälde malten.

## Äußeres

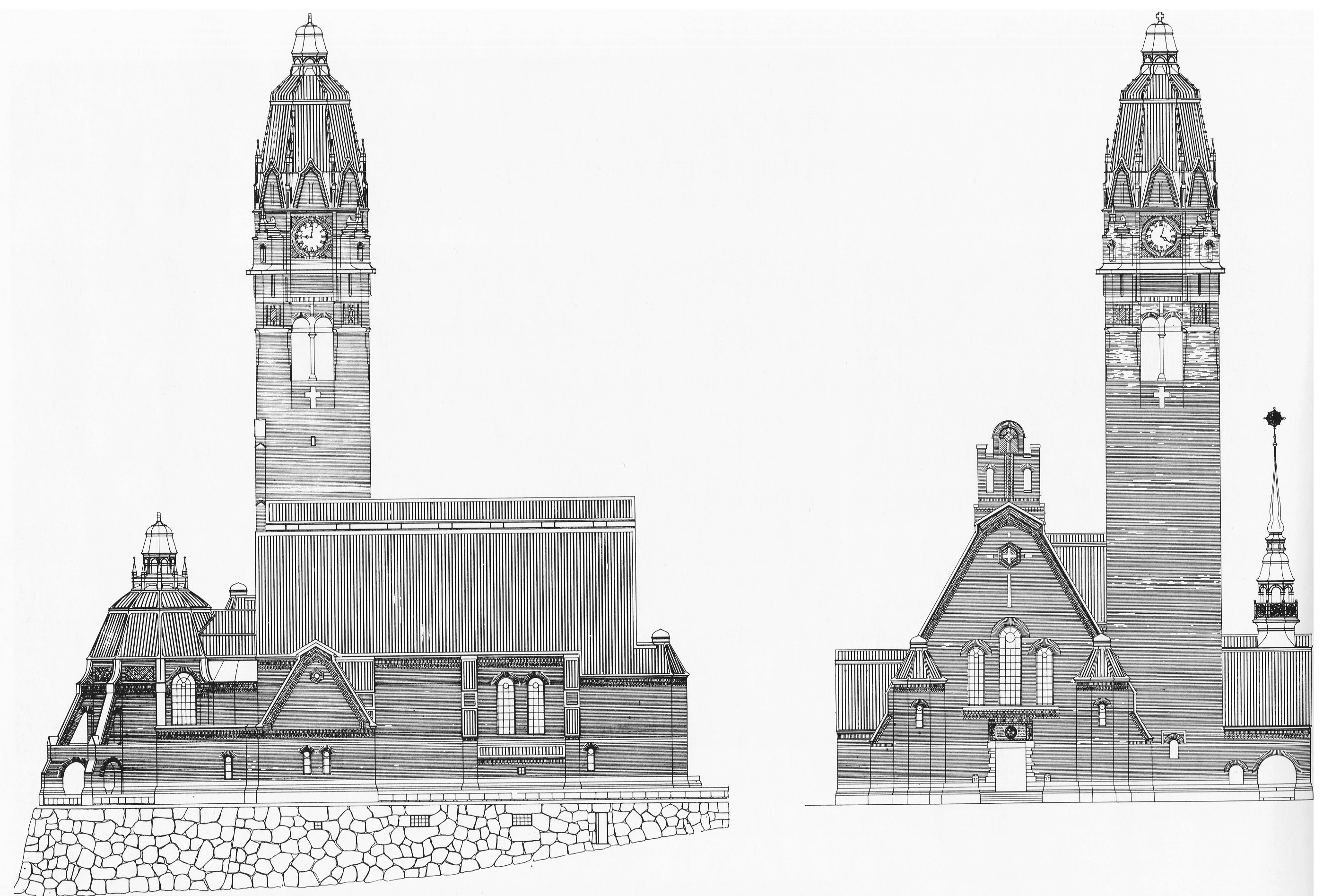
Bobergs Fassadenrisse

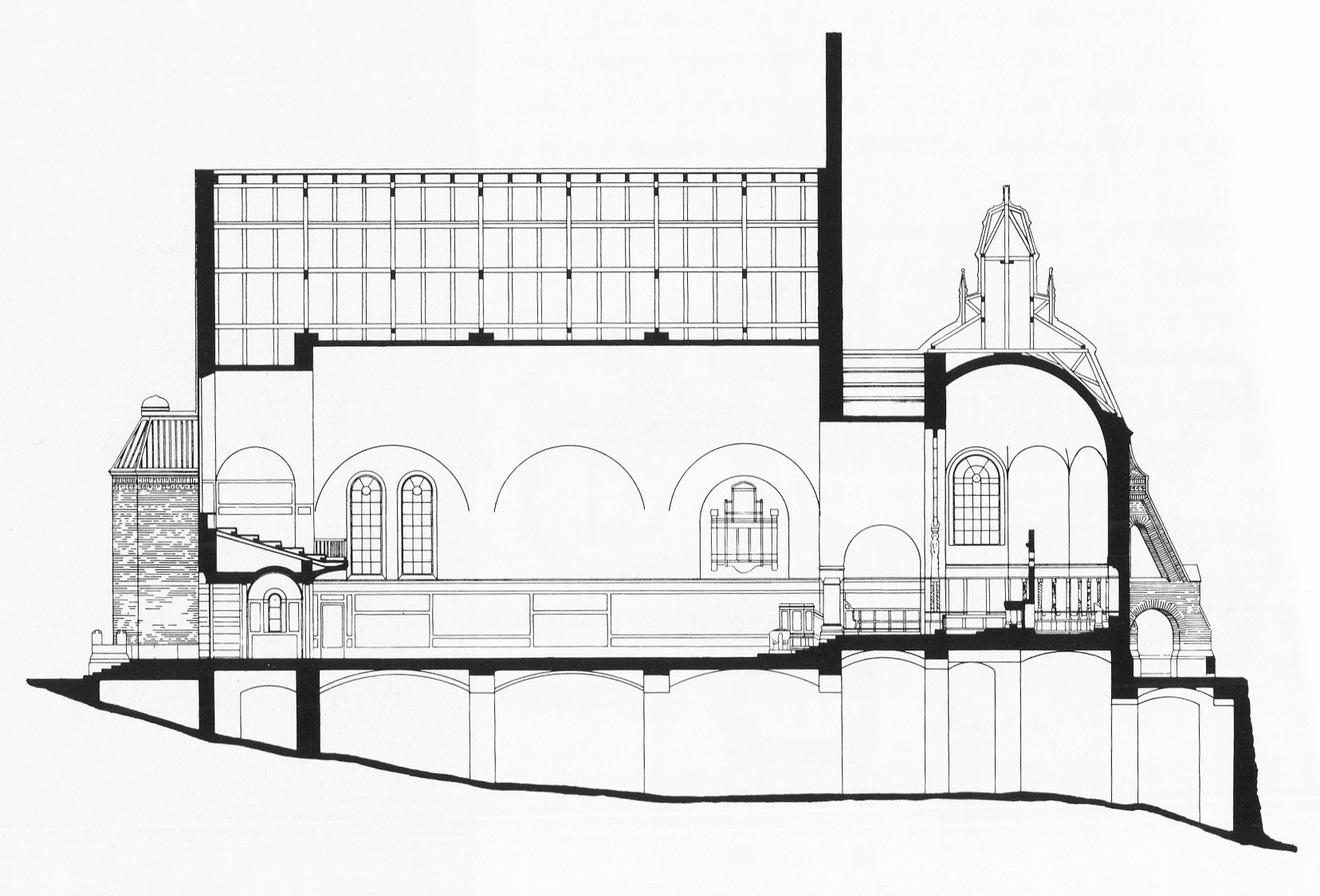
Querschnitt

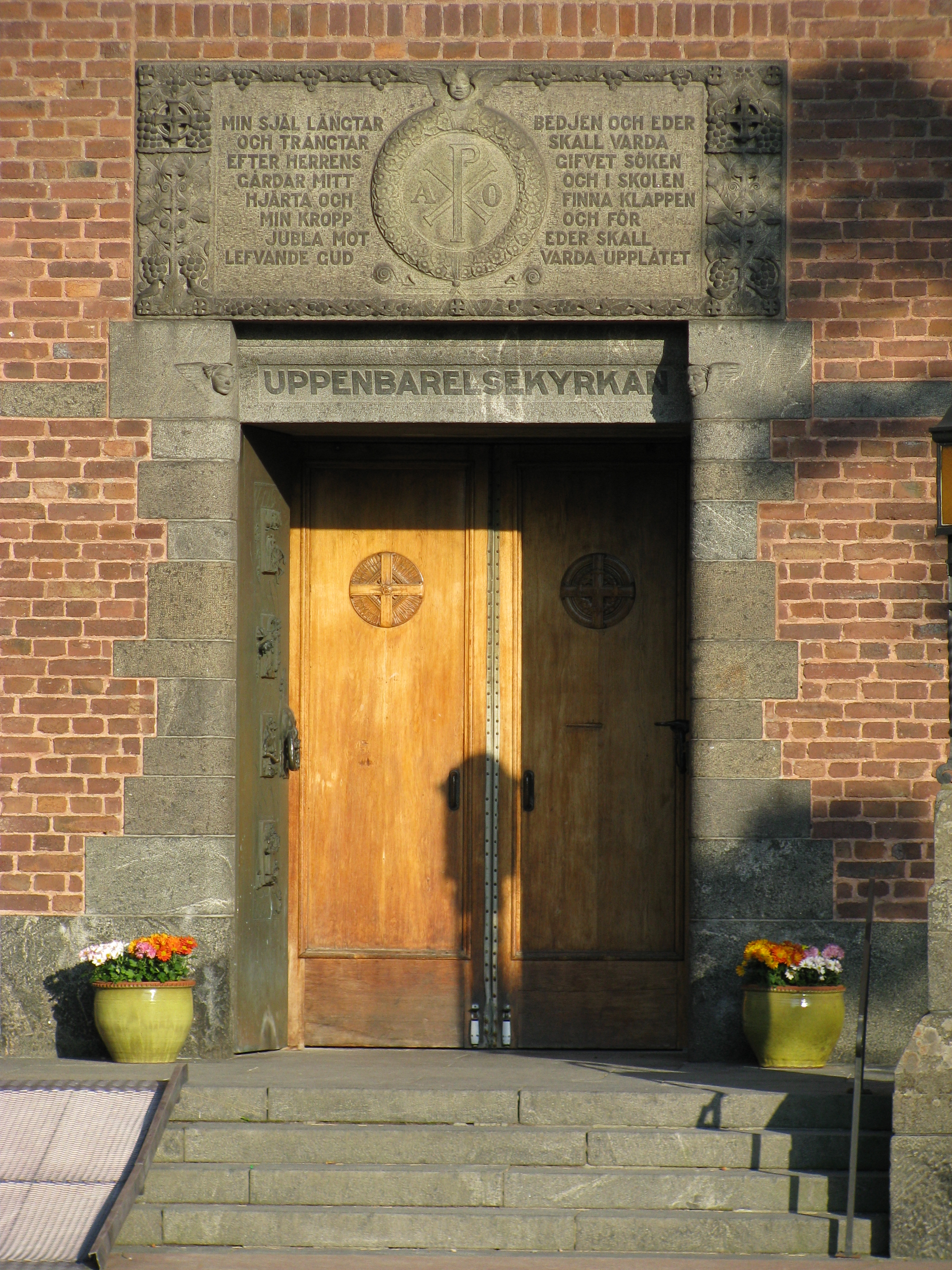
Portal

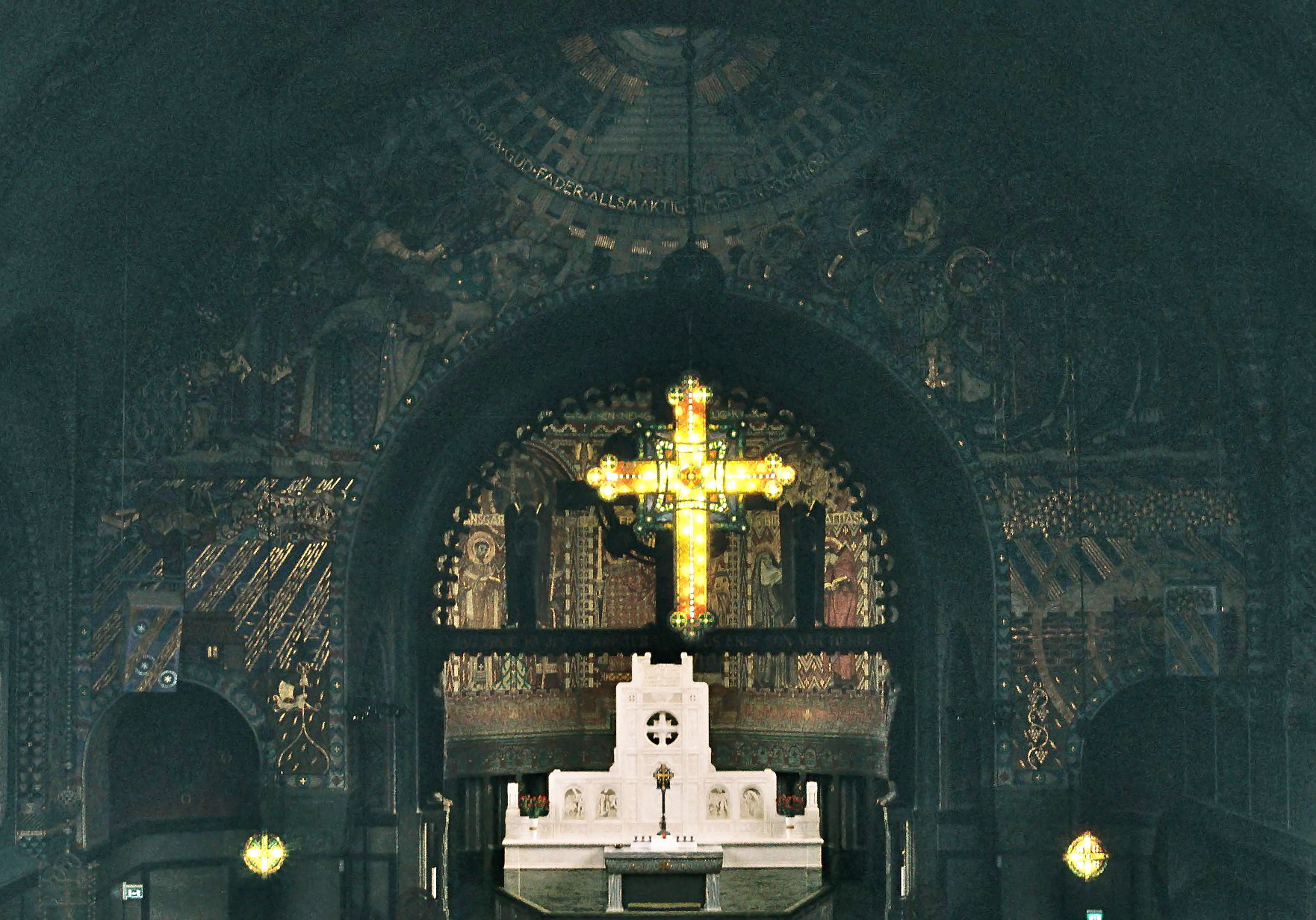
Altarraum

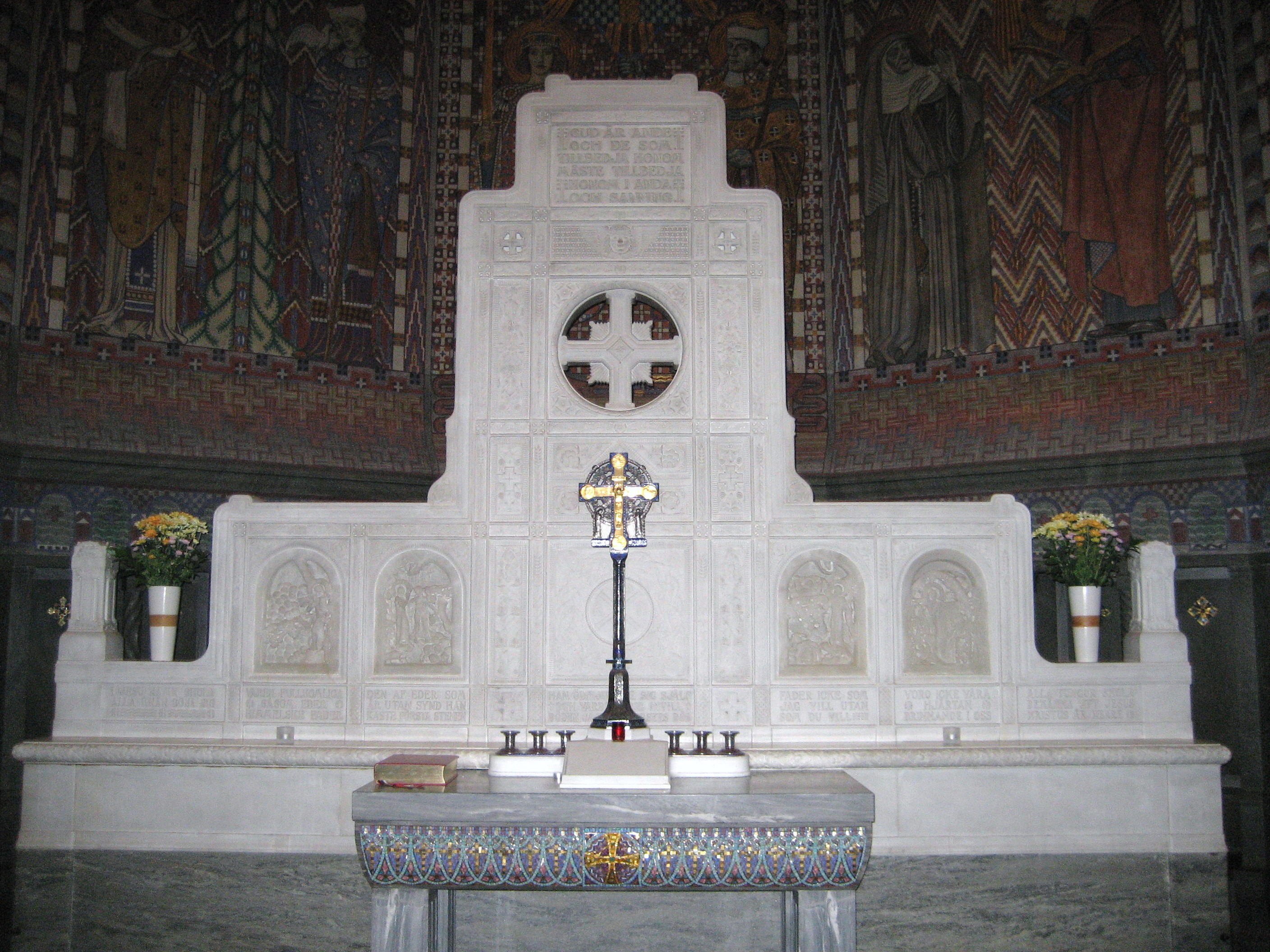
Altar

### Bronzeportale
Am Haupteingang befinden sich zwei Bronzetore mit Reliefs, die von Carl Milles geschaffen wurden. Sie sind den mittelalterlichen Toren nachempfunden, bei denen oft Gegensätze gegenübergestellt wurden. Die Reliefs zeigen das menschliche Leben, wie es schon immer war. Die Reliefs auf der rechten Seite stellen die Freuden und Tröstungen des Lebens dar, während die Reliefs auf der linken Seite das Elend und Unglück des Lebens beschreiben. Von oben wird das Tor von zwei kleinen steinernen Engelsköpfen in einer vertieften Granitplatte mit biblischen Worten und religiösen Symbolen bewacht. Der Name Uppenbarelsekyrkan wird von zwei kleinen Engelsköpfen flankiert, die ebenfalls von Carl Milles geschaffen wurden.

### Kirchenfassaden
Die Fassaden sind aus dunklem Helsingborger Backstein, d. h. aus Ziegeln der Dampfziegelei Helsingborg, und der Sockel, der den Turm umgibt, besteht aus behauenem Granit. Die Verzierung der Fassade ist spärlich und besteht aus gemusterten oder geformten Ziegeln. An der Westfassade der Kirche stellen vorspringende Steine Sternbilder dar. 

## Innengestaltung
Die Dekoration der Kirche wurde in Zusammenarbeit zwischen dem Architekten, Beratern, Künstlern und Handwerkern bis ins Detail ausgearbeitet. Aus diesem Grund ist die Offenbarungskirche einzigartig. An der Westfassade des Kirchenschiffs befinden sich drei Fenster und an jeder Längsseite der beiden Fassaden sind zwei Fenster, die Tageslicht einlassen. Im Altarraum fällt das Licht durch zwei große Rundbogenfenster ein. In der Mitte des vorderen Teils des Kirchenschiffs hängt ein großer Kronleuchter aus Schmiedeeisen und Buntglas. Über den Kirchenbänken befinden sich sechs kleinere farbige Buntglaslampen mit einem Kreuzsymbol. Über der Westempore und im Altarraum befinden sich Bogenlampen, die auf das Interesse an der damals neuen Elektrizität hinweisen. An der Ostwand der Kirche sind Menschenmengen zu sehen, die ihr Haupt vor Gott verneigen.
Der Baumeister, der Architekt, der Bauleiter und einige der Künstler sind auf der linken Seite der Mauer dargestellt, die himmlischen Heerscharen auf der rechten Seite. In mittelalterlicher Manier hat Olle Hjortzberg einige Zeitgenossen in die weltliche Menge auf der linken Seite der Wand aufgenommen, von denen die meisten am Bau der Kirche beteiligt waren. Von oben sehen wir den Bauinspektor Major Busch, den Stifter Bankdirektor Knut Agathon Wallenberg, den Kaufmann Beskow, der eine bekannte Persönlichkeit von Saltsjöbaden war, den Architekten Ferdinand Boberg und dahinter den Künstler Oscar Brandtberg; unten der Künstler Filip Månsson (links) und Olle Hjortzberg selbst (rechts).

### Der Altar, der Altartisch und das Taufbecken
Der Altartisch besteht aus blau geflammtem Marmor, der mit Gold, Emaille, Granaten und Rosensteinen eingelegt ist. Die Kerzenständer und das Kruzifix sind Teil der Komposition. Das Kruzifix ist auf einer Buchstütze aus weißem Marmor angebracht, und hinter dem Altar befindet sich eine so genannte Cathedra für die private Andacht. Entlang des Altartisches befinden sich vier biblische Alabasterreliefs von Carl Milles. Die Themen der Reliefs wurden von Nathan Söderblom ausgewählt und lauten: Jesu Bergpredigt (Mt 5,1 ), Jesus und die Ehebrecherin (Joh 8,1–11 ), Jesu Gebetskampf in Gethsemane (Mt 26,36–46 ) und Jesu Begegnung mit den beiden Jüngern in Emmaus (Lk 24,13–35 ). Das Taufbecken ist aus dunklem Granit und wurde von Carl Milles geschaffen. Zum Taufbecken gehört ein Deckel aus gehämmertem Eisen mit Goldeinlage. Der Deckel selbst wurde von Ferdinand Boberg entworfen.

### Die Gedenktafel und der Altarraum
An der Nordwand befindet sich eine Gedenktafel mit Blick auf die Orgelempore. Die fünf Figuren auf dem Epitaph wurden von Carl Milles angefertigt und stellen schwedische Kirchenlieddichter dar. Die fünf Hymnenschreiber sind Bischof Thomas, Olaus Petri, Haqvin Spegel, Johan Olof Wallin und Erik Gustaf Geijer. Das Epitaph selbst ist ein Werk von Ferdinand Boberg, die Gedichte stammen von Carl Milles.
Die Eheleute Knut Agathon Wallenberg und Alice Wallenberg ruhen in Sarkophagen aus schwarzem Granit in der Grabstätte. Die Mosaikarbeiten sind im byzantinischen Stil gehalten und wurden von dem italienischen Meister Antonio Labus ausgeführt.

### Die Orgeln
- 1913 baute die Firma Åkerman & Lund, Sundbyberg, eine Orgel mit 11 Registern. Der Prospekt wurde aus unbehandeltem Kiefernholz gebaut und von Ferdinand Boberg entworfen. Sie wurde 1933 von der gleichen Firma umgebaut und erhielt 30 Register, zwei Manuale und ein Pedal. Im Jahr 1964 wurde die Orgel von Einar Berg, Bromma, mit 31 Registern, zwei Manualen und einem Pedal wiederaufgebaut. Die Orgel und der Orgelprospekt werden im Keller der Kirche aufbewahrt.
- Die heutige Orgel wurde 1988 von Walter Thür Orgelbyggen AB, Torshälla, gebaut und ist eine mechanische Orgel. Der Prospekt ist zeitgleich mit der Orgel entstanden. Der Orgelprospekt wurde von den Künstlern Gunvor Westelius und Jerk Alton entworfen. Gunvor Westelius entwarf und dekorierte 1991 auch die Altarfront, die Kanzel, das Taufbecken, die Gesangstafel und die Orgel in der Kapelle von Skogsö, die sich auf dem Skogsö-Friedhof, dem Gemeindefriedhof von Saltsjöbaden, befindet.

### Die Kanzel und das Gestühl
Die Kanzel ist aus poliertem schwarzem belgischem Marmor gefertigt. Die Bildunterschriften befinden sich auf den fünf Seitentafeln und sind der Silberbibel in schimmerndem Glasmosaik nachempfunden. Die einfachen Kirchenbänke haben als einzige Verzierung einen durchgehenden Bibeltext auf den Gestühlswangen: (Ps 103,2 )
„Lobe den Herrn, meine Seele, und alles, was in mir ist, lobe seinen heiligen Namen, lobe den Herrn, meine Seele, und vergiss nicht, was er Gutes getan hat. Barmherzig und gnädig ist der Herr, langmütig und groß an Barmherzigkeit. So hoch der Himmel über der Erde ist, so groß ist die Gnade Gottes für die, die ihn fürchten.“

### Weitere Einrichtung
Die folgenden beweglichen Einrichtungsgegenstände wurden bei der Schenkung der Kirche an die Gemeinde übergeben: ein Altarkreuz (Kruzifix), zwei Leuchter, ein Krug, ein Kelch, ein kleinerer Kelch, eine Patene, eine Oblatendose mit Deckel, ein Weinkrug, eine Brautkrone, eine Schatulle mit kleinerem Abendmahlskelch, zwei Obergewänder für den Priester und zwei Messhemden (liturgisches Gewand in Form eines weißen Leinenhemdes).

## Das religiöse Programm für die künstlerische Gestaltung

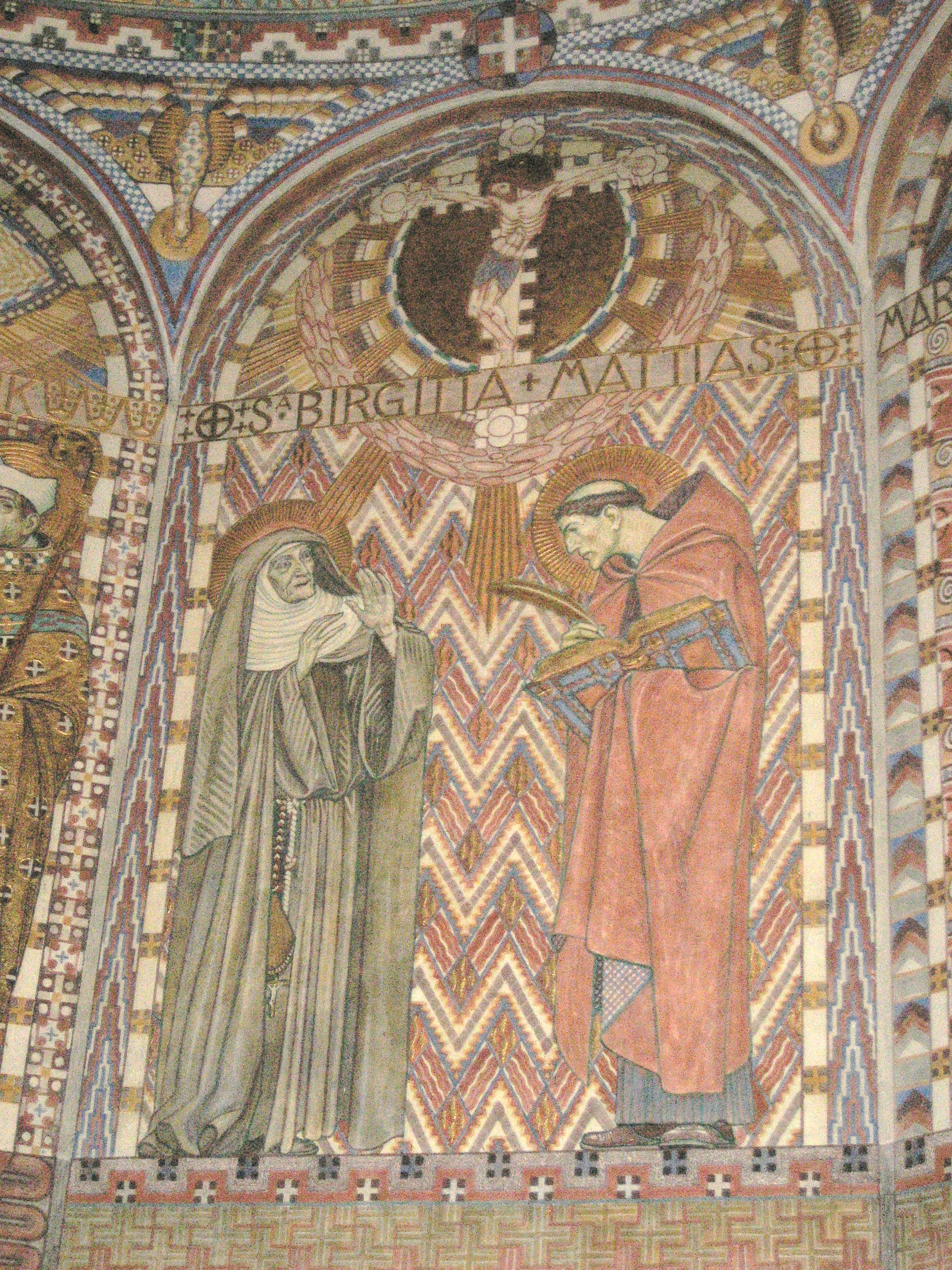
St. Birgitta und St. Mattias, Wandgemälde von Olle Hjortzberg

Erzbischof Nathan Söderblom formulierte das religiöse Bildprogramm für die künstlerische Ausgestaltung der Offenbarungskirche mit den folgenden Worten: „Gott beweist seine Existenz, indem er sich den Menschen auf verschiedene Weise und durch Menschen offenbart, in der Geschichte und in der Gegenwart, indem er die Gestalt von Helden, Märtyrern, Philosophen, Propheten, Heiligen, Künstlern, Erfindern und Dichtern annimmt, die zur Entwicklung von Religion, Kunst, Kultur und Menschlichkeit beigetragen haben.“

### Die Zeit vor Jesus
Alle Figuren im Kirchenschiff sind von Olle Hjortzberg gemalt. Der große Raum mit den Bänken, das Langschiff zeigt die Propheten aus der Zeit vor Jesus. Die Propheten Elia und Jesaja aus dem Alten Testament repräsentieren die Zeit vor Christus an der nördlichen Längswand. An der südlichen Längswand sind die griechischen Philosophen Sokrates und Platon aus dem alten Griechenland dargestellt. Der Patriarch Abraham und der Prophet Moses aus dem Alten Testament sind an der Westwand des Langschiffs dargestellt.

### Die Zeit von Jesus
Die vier Holzskulpturen sind das Werk von Carl Milles. Der vordere Raum, das Triumphbogengewölbe, endet mit einem Kruzifixbalken, und die Figuren erzählen von der Zeit Jesu auf Erden und der Offenbarung Gottes im Neuen Testament. Der Kruzifixbalken wird von den Aposteln Petrus mit dem Schlüssel und Paulus mit dem Schwert getragen. Das Triumphkreuz symbolisiert Jesus selbst, der von zwei Engeln flankiert wird. An den angrenzenden Wänden sind die vier Evangelisten Matthäus, Markus, Lukas und Johannes abgebildet.

### Die Zeit nach Jesus
In den Bildern des Chores setzen sich die Offenbarungen Gottes aus der Zeit nach Jesus fort. Der Kontrast zwischen dem dunklen Triumphbogen und dem hellen Altarraum symbolisiert, dass „die Dunkelheit des Leidens in triumphierendes Licht übergeht – derjenige, der in den Tod hinabgestiegen und in den Himmel zurückgekehrt ist, ist in seinem Geist bei den Seinen“. Hier finden wir Bischof Augustinus mit seiner Mutter Monica, den Apostel Ansgar („Apostel des Nordens“) und den heiligen Botvid, Erik den Heiligen und Bischof Heinrich, die heilige Birgitta mit dem Beichtvater Mathias (Magister Mathias Lincopensis) und Martin Luther mit Gustav II. Adolf.
Der erste Pfarrer der Offenbarungskirche war Nils Widner.